# American Medical Brigade
L'American Medical Brigade (AMB) va ser una iniciativa desplegada el gener del 1937 per l'American Medical Bureau to Aid Spanish Democracy, que va permetre enviar material sanitari i voluntaris per a acompanyar el contingent nord-americà que estava arribant a Espanya per combatre amb les Brigades Internacionals en la Guerra Civil espanyola.
En foren integrants, entre d'altres: el metge Edward Barsky, les infermeres Fredericka Martin i Salaria Kee o l'administradora hospitàlaria i traductora Mildred Rackley.
La seva tasca solidària i humanitària permeté obrir els primers mesos del 1937 el primer hospital nord-americà d'ajuda als ferits republicans durant la guerra: l'Hospital de Villa Paz, a Saelices (Conca).